# 2012年ロンドンオリンピックのタジキスタン選手団
2012年ロンドンオリンピックのタジキスタン選手団（2012ねんロンドンオリンピックのタジキスタンせんしゅだん）は、2012年7月27日から8月12日にかけてイギリスの首都ロンドンで開催された2012年ロンドンオリンピックのタジキスタン選手団、およびその競技結果。

## 概要
今大会は銅メダル1個を獲得した。

## 選手団
- 人員: 選手 16人
- 開会式旗手: マブズナ・チョリエワ

## メダル
| メダル | 選手名               | 競技       | 種目         | 日付（現地） |
| ------ | -------------------- | ---------- | ------------ | ------------ |
| 銅     | マブズナ・チョリエワ | ボクシング | 女子ライト級 | 8月9日       |

## 種目別選手・スタッフ名簿及び成績

### 陸上競技
- ジルショド・ナザロフ（男子ハンマー投げ）73.80m 決勝
- Vladislava Ovcharenko（女子200m）24秒39 予選敗退

### ボクシング
- アンバル・ユヌソフ（男子バンタム級）第2回戦敗退
- ソビルジョン・ナザロフ（男子ミドル級）第1回戦敗退
- ジャホン・クルボノフ（男子ライトヘビー級）第1回戦敗退
- マブズナ・チョリエワ（女子ライト級）銅メダル獲得

### 柔道
- ラスル・ボキエフ（男子73kg級）敗者復活戦敗退
- Parviz Sobirov（男子90kg級）第1回戦敗退

### 射撃
- Sergey Babikov（男子エアピストル）予選敗退

### 競泳
- Katerina Izmaylova（女子50m自由形）31秒27 予選敗退

### テコンドー
- Farkhod Negmatov（男子80kg級）第1回戦敗退
- Alisher Gulov（男子80kg以上級）敗者復活戦敗退

### レスリング
- ニコライ・ノエフ（男子フリースタイル55kg級）第1回戦敗退
- ザリハン・ユスポフ（男子フリースタイル66kg級）第2回戦敗退
- ユスプ・アブドサロモフ（男子フリースタイル84kg級）第1回戦敗退
- ルスタム・イスカンダリ（男子フリースタイル96kg級）敗者復活戦敗退